# 朱文 (清朝)
朱文（1666年—1728年），字柳臣，福建泉州府南安縣（今福建省南安縣東豐州）人，清朝武將。

## 生平
康熙五十一年，任福建臺灣鎮標中營千總。康熙五十七年，擔任福建澎湖水師協標左營守備，后升任福建閩安協標左營遊擊。康熙六十年，出任左先鋒，出兵台灣，后任福建臺灣北路營參將。雍正元年（1723年），任福建臺灣水師协副將，同年任福建海壇鎮總兵。雍正三年，署福建水師提督。雍正六年，攝福建金門鎮總兵官。